# 何日章中國圖書十進分類法
何日章中國圖書十進分類法，是參照杜威十進位圖書分類法(Dewey Decimal Classification)改進而成的中文圖書分類法。又名 : 何氏十進分類法。
目前台灣圖書館之中文圖書分類，多採用賴永祥中國圖書分類法，少數圖書館使用何日章中國圖書十進分類法，如國立臺灣師範大學圖書館與中央研究院歷史語言研究所圖書館等。

## 特式
以0至9數目字代表不同分類，主要分為十大類。分類號碼最大為百位數，可有點數，由0字開始。

## 類目表
【綜合部】

000	特藏

010	目錄學
 
020	圖書館學
 
030	新聞學；報紙 

040	普通類書；辭典

050	普通雜誌；年鑑

060	普通會社出版品

070	普通論叢；國學 

080	普通叢書 

090	經籍 

【哲學部】

100	哲學總論 

110	比較哲學

120	中國哲學

130	東方其餘各國哲學

140	西方哲學

150	理哲學

160	形上學

170	心理學

180	美學

190	倫理學

【宗教部】

200	宗教總論

210	比較宗教學 

220	佛教 

230	道教 

240	基督教 

250	回教 

270	其他各教 

280	神話 

290	術數

【社會科學部】

300	社會科學總論
 
310	統計

320	政治 

330	經濟

340	財政

350	法律

360	社會

370	教育

380	軍事

390	禮俗

【語言文字部】

400	語言文字學總論 

410	比較語言學

420	中國語言學

430	東方其餘各國語言學

440	羅馬語系

460	斯拉夫語系 

470	其他印歐語言

480	其他各洲語言

490	人為語

【自然科學部】

500	自然科學總論 

510	數學

512.9	電腦科學 

520	天文學

530	物理學

540	化學

550	地學；古生物學

560	生物學；博物學

570	植物學

580	動物學

590	人類學；解剖學；生理學

【應用科學部】

600	應用科學總論
 
610	醫學 

620	家事 

630	農業 

640	工程 

650	太空學 

660	化學工藝 

670	製造

690	商業 

694	商業管理

695	會計
 
696	市場學

【藝術部】

700	藝術總論

710	園林藝術

720	建築

730	雕塑

740	中國書畫

750	西方書畫

770	攝影

780	音樂

790	遊藝

【文學部】

800	文學總論
 
810	比較文學 

820	中國文學 

830	總集 

840	別集 

850	特種文藝 

860	東方其餘各國文學

870	西方文學

880	西方諸小國文學

890	美、非、大洋諸洲及其他各地文學

【史地部】

900	史地總論

910	世界史地

920	中國史地

930	東洋及亞洲史地

940	西洋及歐洲史地

950	美洲史地

960	非洲史地

970	大洋洲史地

980	傳記

990	古物；考古學

## 外部連結
- 輔仁大學圖書館 編目園地 （页面存档备份，存于）
- 中央研究院館藏查詢何日章十進分類法簡表